# Håltjärnet (Gräsmarks socken, Värmland, 664433-133610)
Håltjärnet är en sjö i Sunne kommun i Värmland och ingår i Göta älvs huvudavrinningsområde. Sjöns area är 0,006 kvadratkilometer och den är belägen 301 meter över havet.